# 张希
张希（1965年12月—），原籍湖南长沙，生于辽宁本溪，中华人民共和国化学家，清华大学化学系教授、博士生导师，中国科学院院士，现任吉林大学校长。研究领域主要包括超分子组装和聚合物薄膜。

## 生平
张希1965年12月出生于辽宁本溪。1987年3月加入中国共产党。1992年毕业于吉林大学化学系，并获高分子化学与物理博士学位。1993年任吉林大学化学系讲师。1994年任吉林大学化学系教授。2003年任清华大学化学系教授。2007年当选中国科学院院士。
2018年12月13日，任吉林大学校长。

## 奖项
曾获得2004年国家自然科学二等奖，2006年中国青年科技奖等多项奖励。